# Grupo Galé
El Grupo Galé es una agrupación colombiana de salsa fundada por el percusionista Diego Galé, quien además ha trabajado para grupos tales como Fruko, Grupo Niche, entre otros.
El padre de Diego Galé, Jaime Galé, Un hermano, Jimmy, tocó los timbales en el grupo y otro de sus hermanos, Freddy, toca saxofón.

## Discografía
- 1995 : Afirmando
- 1996 : Dominando Salsa
- 2001 : Con el Mismo oscilación
- 2005 : Galería
- 2007 : Auténtico